# Clare Island
Clare Island (irisch Cliara oder Oileán Chliara) ist eine Insel vor der Westküste des County Mayo in Irland. Sie liegt am Eingang der Clew Bay und ist neben Achill Island und Inishturk die größte (16,4 km²) bewohnte Insel. Sie ist auch die Insel mit der höchsten Erhebung (461 Meter) und den steilsten Klippen in der Bay und liegt circa 3,5 Meilen vom nächsten Festland-Hafen entfernt. Es leben noch 168 Menschen auf dem kleinen Eiland (Stand 2011). Die Hälfte seiner einst mehr als 1500 Bewohner verlor Clare während der großen Hungersnot ab 1845.
Auf Clare liegen das internationale Zentrum für Inselforschung und die Ruine der Zisterzienserabtei Clare Island Abbey aus dem 14. Jahrhundert. Der Leuchtturm der Insel mit seiner Gebäudegruppe wird als Hotel genutzt und ist heute in Privatbesitz. Bei Lecarrow befindet sich ein Court tomb und mehrere von Dutzenden Ancient cooking places. Es gibt mehrere Promontory Forts (Strake) und Menhire.
Zu der Insel besteht nur eine unregelmäßige Fährverbindung. Die Fähre „Pirate Queen“ gehört der Familie O’Grady und ist benannt nach Grace O’Malley (Granuaile oder Grainneuaile), der Piratenkönigin des 16. Jahrhunderts. Sie lebte in einem Castle am Hafen von Clare.

## Bildergalerie

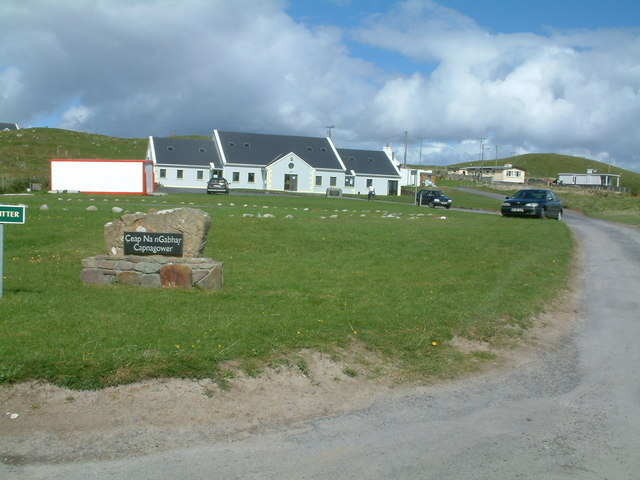
Capnagower (community center)
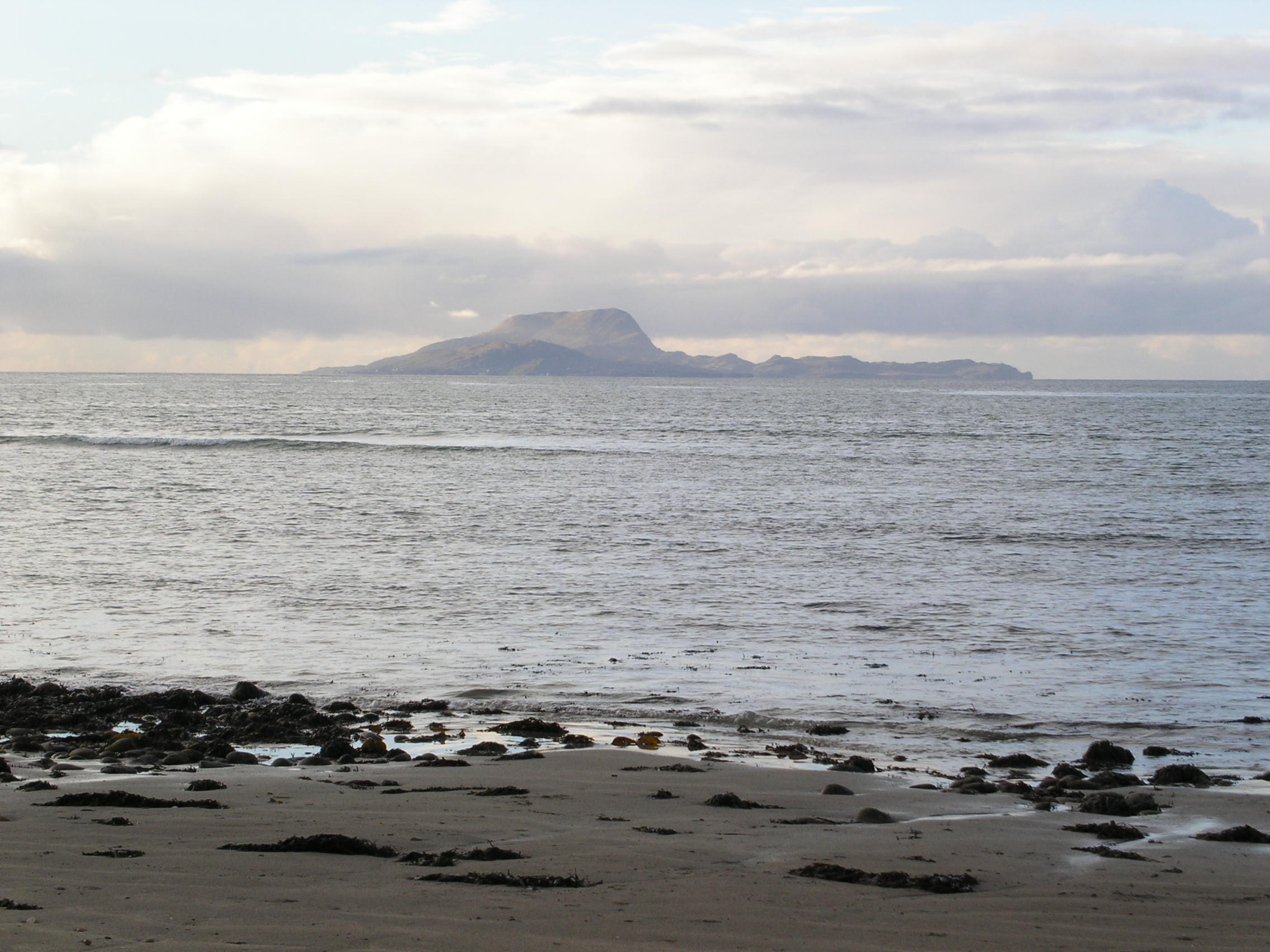
Clare Island
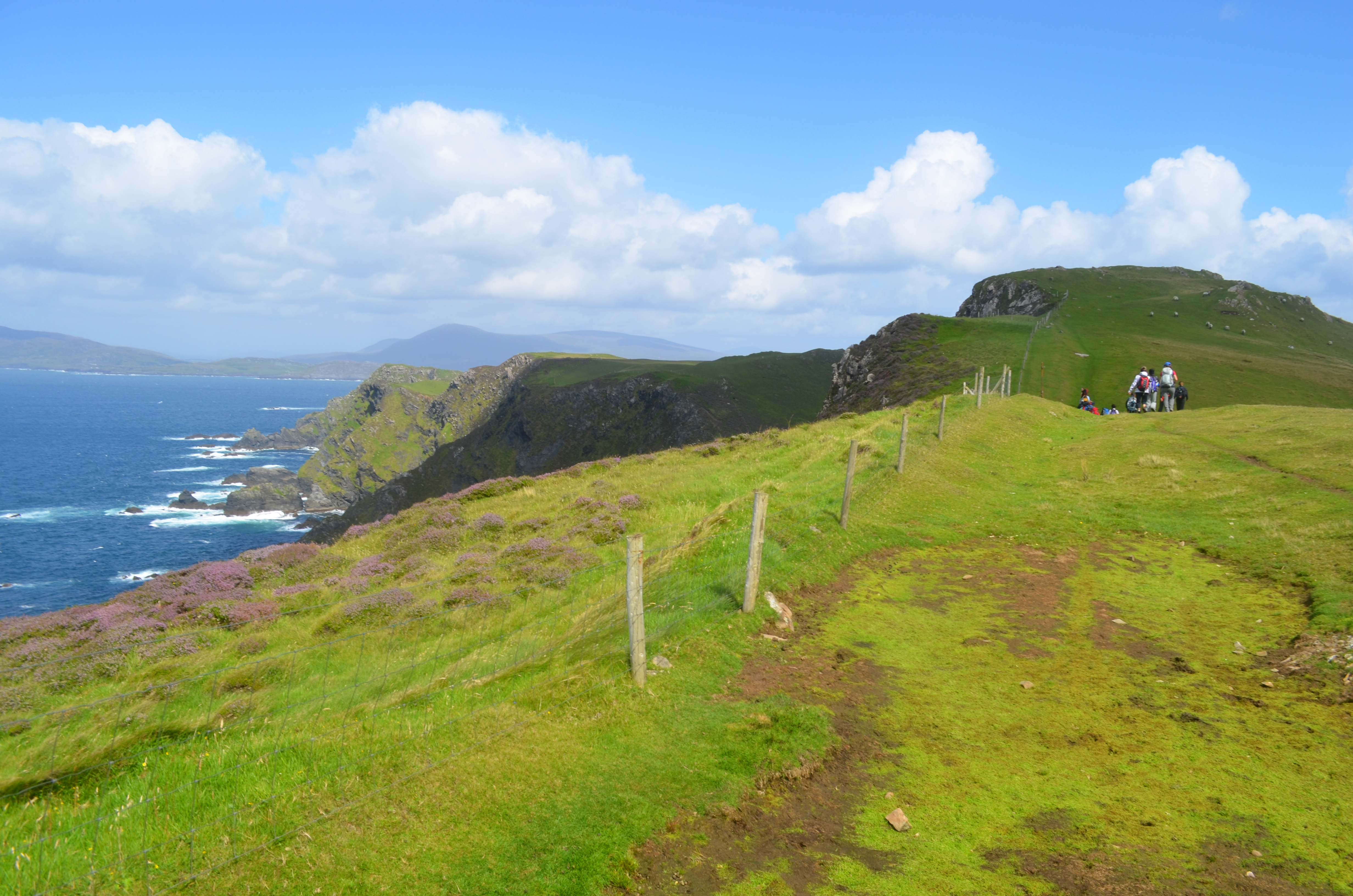
Clare Island.
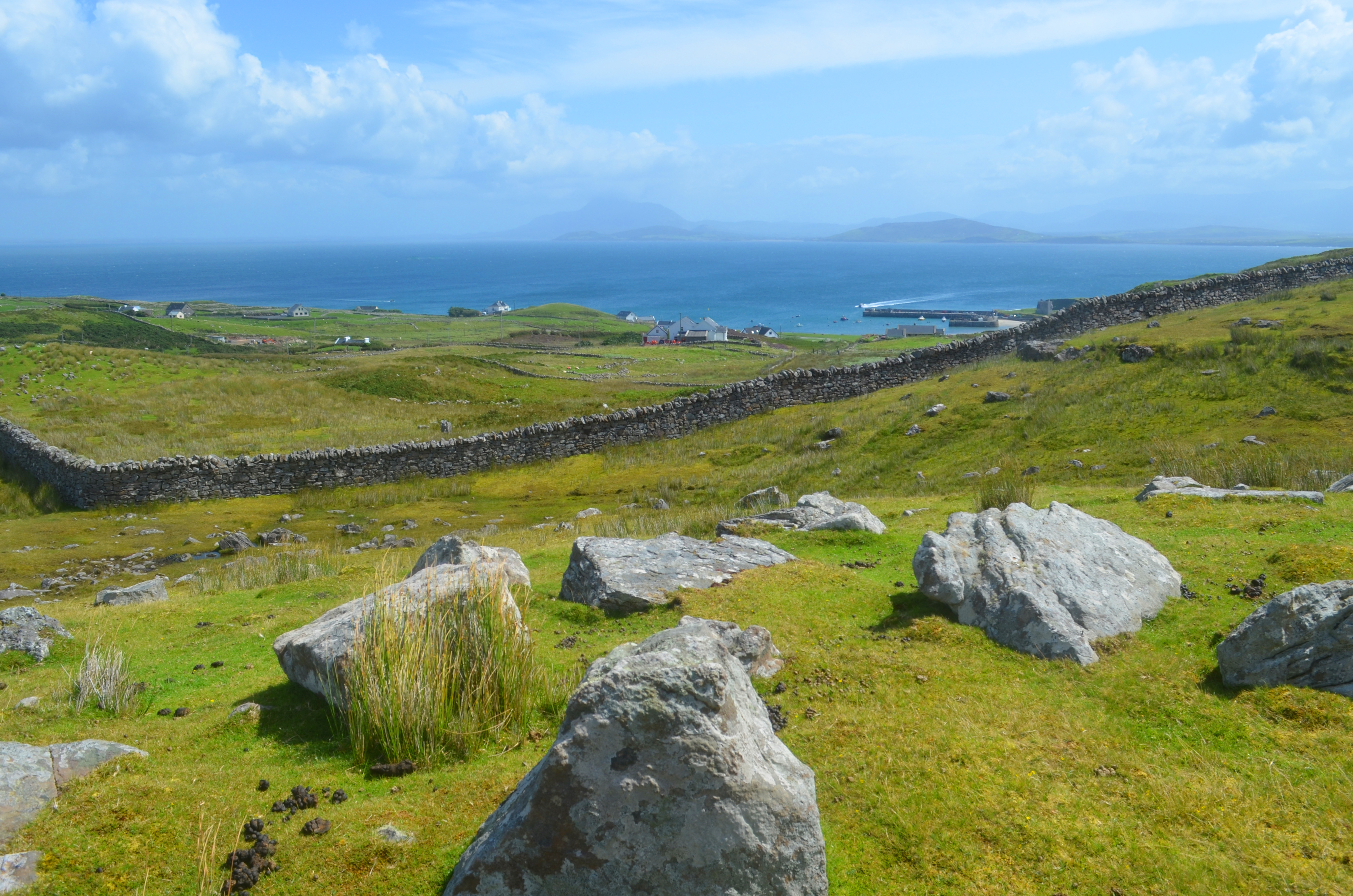
Clare Island.